# Chikuma (1911)
Chikuma (jap. 筑摩, ちくま) − japoński krążownik pancernopokładowy z okresu I wojny światowej, okręt prototypowy typu Chikuma. Wszedł do służby w Cesarskiej Marynarce Wojennej w 1912 roku. Uczestniczył w działaniach I wojny światowej, pełniąc służbę patrolową na Pacyfiku. W 1931 roku wycofany ze służby, po czym zatopiony w 1935 roku jako okręt-cel. Nazwę „Chikuma” nosił m.in. także krążownik ciężki z II wojny światowej.

## Budowa
Krążowniki pancernopokładowe typu Chikuma były ostatnimi okrętami tej klasy zbudowanymi dla Cesarskiej Marynarki Wojennej.  Ich budowę przewidziano w planie rozbudowy floty japońskiej po wojnie rosyjsko-japońskiej, zaakceptowanym w 1907 roku. Prototypowy okręt, od którego został następnie nazwany typ, został zamówiony w listopadzie 1908 roku w państwowej stoczni marynarki (arsenale) w Sasebo, tymczasowo oznaczony jako krążownik II klasy I gō. 23 grudnia 1909 roku nadano mu nazwę „Chikuma”, pochodzącą od rzeki w prefekturze Nagano. Stępkę pod budowę położono oficjalne 23 maja 1910 roku, a faktycznie budowę rozpoczęto już 1 kwietnia 1909 roku. Wodowanie odbyło się 1 kwietnia 1911 roku, a do służby w cesarskiej flocie okręt wszedł 17 maja 1912 roku. Klasyfikowany był oficjalnie jako krążownik II klasy (nitō jun’yōkan).

## Opis konstrukcji
Krążowniki typu Chikuma miały długość całkowitą kadłuba 144,8 m, szerokość maksymalną 14,2 m i średnie zanurzenie 5,1 m. Wyporność normalna projektowa wynosiła 4950 ts (długich ton), a rzeczywista wyporność normalna sięgnęła 5040 ts. Napęd „Chikumy”, podobnie jak bliźniaczego „Hirato”, stanowiły dwie turbiny parowe typu Curtis wyprodukowane przez zakłady Kawasaki, o łącznej mocy projektowej 22 500 shp, napędzające dwie śruby. Parę do turbin dostarczało 16 kotłów parowych. Na próbach „Chikuma” osiągnęła moc 27 400 shp i prędkość 26,83 węzłów. „Chikuma” przenosiła faktycznie zapas 300 ton paliwa płynnego i 1128 t węgla (nieco więcej, niż w projekcie).
Główne uzbrojenie okrętów typu Chikuma stanowiło osiem pojedynczych dział Typ 41 kalibru 152,4 mm (nominalnie 15 cm), o długości lufy 45 kalibrów (L/45). Działa wyposażone były maski ochronne i umieszczone po jednym na pokładach dziobowym i rufowym oraz po trzy na każdej burcie na śródokręciu. Uzupełniały je cztery działa szybkostrzelne 76,2 mm (8 cm) Typ 41 oraz dwa  przeciwlotnicze karabiny maszynowe Maxim kalibru 6,5 mm. Ponadto krążowniki dysponował trzema stałymi nadwodnymi wyrzutniami torpedowymi kalibru 457 mm, z sześcioma torpedami.
W 1924 roku trzy działa 8 cm na „Chikumie” zamieniono na dwa działa przeciwlotnicze tego samego kalibru Typ 3. Umieszczono je na platformach po bokach pary kominów nr 3 i 4. Pozostałe działa artylerii średniej zdjęto w 1932 roku. W 1924 roku także stałe kadłubowe wyrzutnie torped zamieniono na okrętach tego typu na cztery wyrzutnie torped kalibru 533 mm.

## Przebieg służby
Na początku I wojny światowej „Chikuma” znalazła się w grupie okrętów japońskich poszukujących Niemieckiej Eskadry Wschodnioazjatyckiej admirała von Spee. W okresie od grudnia 1914 roku do stycznia 1915 roku patrolowała u wybrzeży Australii i Nowej Zelandii. Następnie służyła na wodach japońskich. Od lutego 1917 ponownie patrolowała na wodach Australii. Wraz z bliźniaczym „Hirato”, między 13 kwietnia a 12 grudnia 1917 roku wchodziła w skład 3 Eskadry Specjalnej oddelegowanej na wody Australii i Nowej Zelandii, mając za zadanie osłaniać tamtejsze konwoje przed zagrożeniem ze strony niemieckich rajderów (przede wszystkim SMS „Wolf”). Od 20 sierpnia do 1 grudnia 1919 roku była okrętem flagowym 2. Flotylli (Eskadry) Niszczycieli 2. Floty (zastąpiona przez „Tenryū”).
Po wojnie, od 1921 roku „Chikuma” reprezentowała japońskie interesy na wodach Chin. Od 1 grudnia 1922 do 15 maja 1924 była okrętem flagowym 1. Flotylli okrętów podwodnych 1. Floty, po czym już 15 maja 1924 została wycofana do rezerwy czwartego stopnia w Yokosuka. Używana była jako stacjonarny hulk Korpusu Morskiego, po czym 1 kwietnia 1931 roku została skreślona z listy floty i oznaczona Haikan No.3 . W 1935 roku została zatopiona jako okręt-cel. 